# C/O Berlin
C/O Berlin ist ein privates Ausstellungshaus für Fotografie. An seinem Sitz im Amerika-Haus in der Hardenbergstraße am Bahnhof Zoo im Berliner Ortsteil Charlottenburg präsentiert C/O Berlin die Werke nationaler und internationaler Künstler, fördert junge Talente und organisiert Veranstaltungen zur visuellen Bildung und Kunstvermittlung. C/O Berlin wird getragen von einer gemeinnützigen Stiftung unter der Leitung ihres Gründers Stephan Erfurt. Zweiter Vorstandsvorsitzender ist Andreas Behr.

## Aufgabenstellung
C/O Berlin produziert eigene Ausstellungen und realisiert Projekte in Kooperation mit nationalen und internationalen Kunstinstitutionen, u. a. mit dem Metropolitan Museum of Art in New York, dem Albertina Museum in Wien, dem Fotomuseum Winterthur, der Fundación Mapfre in Madrid, dem Sprengel Museum in Hannover und dem Museum Folkwang in Essen. Mit über 180 Ausstellungen und zahlreichen Publikationen seit seiner Gründung im Jahr 2000 zählt C/O Berlin zu den aktivsten und renommiertesten Fotoinstitutionen weltweit. Das künstlerische Programm wird von Sophia Greiff und Boaz Levin gestaltet. Für die Corporate Identity der Marke C/O Berlin ist Co-Gründer und Art Director Marc Naroska verantwortlich. Ins Kuratorium der C/O Berlin Foundation wurden berufen (Stand: Mai 2021): Katja Eichinger (Vorsitzende), Frank Briegmann, Nico Hofmann, Burkhard Kieker, Simone Menne, Marc Naroska (Co-Gründer), Ingo Pott (Co-Gründer), Charlotte Rampling.
C/O Berlin finanziert sich durch Ticketverkäufe, Shop-Erlöse, Sponsoring, Projektförderungen, Spenden sowie Zuwendungen seines Fördervereins C/O Berlin Friends. Seit 2020 wird C/O Berlin vom Land Berlin gefördert.

## Geschichte

### Gründung
Durch das Engagement der drei Gründer Stephan Erfurt (Fotograf), Marc Naroska (Designer) und Ingo Pott (Architekt) hat sich aus einer im Jahr 2000 gestarteten privaten Initiative eine international anerkannte Institution entwickelt. Das ‚C/O‘ im Namen steht für die postalische Abkürzung care of und verweist auf das ehemalige Kaiserliche Postfuhramt in Berlin-Mitte, wo C/O Berlin mit einer Retrospektive der Fotoagentur Magnum seinen ersten großen Publikumserfolg feiern konnte.

### Linienstraße
Nach der Entmietung des Postfuhramtes durch die Deutsche Post zog C/O Berlin im Jahr 2001 in ein ehemaliges Gießereigebäude in der Linienstraße 144 in Berlin-Mitte. Bis 2006 präsentierte C/O Berlin hier auf rund 1000 m² verteilt auf vier Etagen Ausstellungen mit Werken von René Burri, Barbara Klemm, James Nachtwey, Gilles Peress, Margaret Bourke-White, Tom Wood u. a.

### Postfuhramt
Nach Jahren des Leerstands verkaufte die Deutsche Post das Postfuhramt an einen privaten Investor. Die Gründer von C/O Berlin konnten diesen überzeugen, einen Teil des Gebäudes temporär an C/O Berlin zu vermieten. Im Juni 2006 verlagerte C/O Berlin seine Aktivitäten zurück ins Postfuhramt. In den folgenden Jahren präsentierte C/O Berlin auf rund 1800 m² zahlreiche Einzelausstellungen mit Sibylle Bergemann, Larry Clark, Gregory Crewdson, Leonard Freed, Nan Goldin, Thomas Hoepker, Annie Leibovitz, Peter Lindbergh, Robert Mapplethorpe, Arnold Newman, Martin Parr oder Bettina Rheims und erweiterte außerdem sein Programm um Themenausstellungen zu den Veränderungen des Mediums Fotografie im digitalen Zeitalter oder zur Rolle der Fotografie in Krieg, Krisen und Terror. Der erneute Verkauf des Gebäudes an ein Berliner Medizintechnikunternehmen beendete die temporäre Nutzung der Räumlichkeiten durch C/O Berlin. Am 9. März 2013 verabschiedete sich C/O Berlin von Berlin-Mitte mit einer stadtweit vielbeachteten großen Party.

### Amerika-Haus

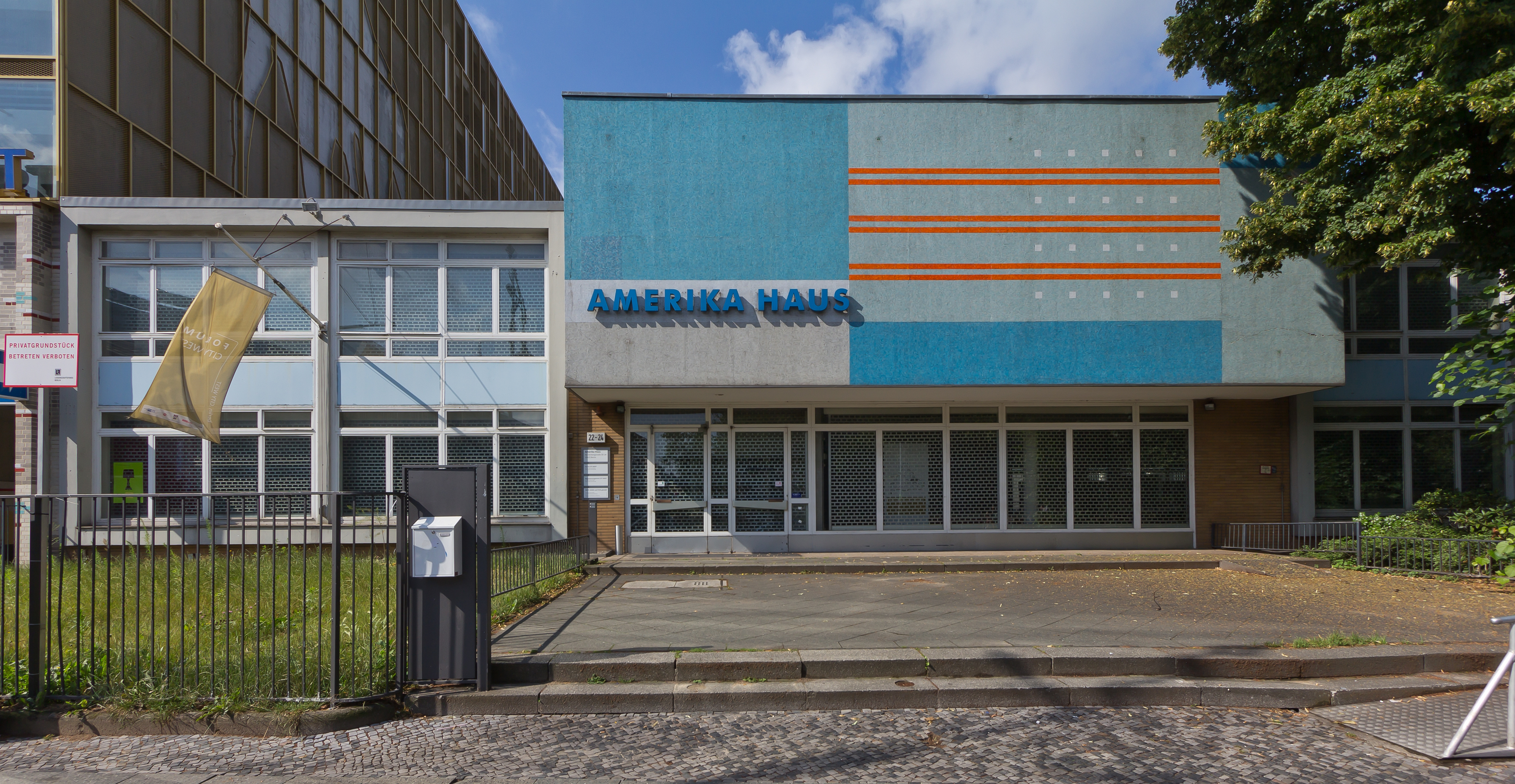
Amerika-Haus in Berlin-Charlottenburg, 2012

Mit Unterstützung der Berliner Kulturverwaltung konnte C/O Berlin am 12. Dezember 2012 mit dem Land Berlin als Eigentümer des Amerika-Hauses einen langfristigen Mietvertrag unterzeichnen. Hier stehen C/O Berlin nun über 2500 m² zur Verfügung. Das Amerika-Haus wurde nach einer Skizze von SOM Chicago und Plänen des Architekten Bruno Grimmek 1956/1957 erbaut. Bis 2006 diente es mit seiner Bibliothek, einem Kinosaal und Ausstellungsflächen als Kultur- und Informationszentrum der Vereinigten Staaten von Amerika in Berlin. Die Sanierung des denkmalgeschützten Gebäudes erfolgte unter der Leitung des Architekturbüros B19 Holger Sack. Für den nutzereigenen Innenausbau haben die Kölner Ausstellungsgestalter mvprojekte gemeinsam mit Wolfgang Zeh ein umfassendes Raumkonzept vorgelegt, das in enger Zusammenarbeit mit Petra und Paul Kahlfeldt Architekten und mit Mitteln der Stiftung Deutsche Klassenlotterie Berlin sowie privaten Spenden umgesetzt wurde. Nach 18-monatiger Planungs- und Bauzeit konnte C/O Berlin am 30. Oktober 2014 das Amerika-Haus als Ausstellungshaus für Fotografie und Ort der Begegnung neu eröffnen. Im Jahr 2015 erhielt C/O Berlin für die behutsame Sanierung und Revitalisierung des Amerika-Hauses den BDA-Preis Berlin des Bundes Deutscher Architektinnen und Architekten (BDA).

## Ausstellungen
C/O Berlin präsentiert jährlich bis zu zwölf Ausstellungen mit Werken renommierter Fotografen, darunter internationale Stars der Fotografie wie Nobuyoshi Araki, Anton Corbijn, Linda McCartney, Robert Frank, Irving Penn, Sebastião Salgado oder Francesca Woodman. In großen Themenausstellungen setzt sich C/O Berlin mit Fragen zu Überwachung, Bildkommunikation oder der Beziehung zwischen Fotografie und Tod auseinander. Inhaltliche Schwerpunkte des Ausstellungshauses legt C/O Berlin auf die Berliner Fotografiegeschichte (u. a. Harald Hauswald, Rudi Meisel, Harf Zimmermann), auf zeitgenössische Debatten der globalen Bildkultur sowie auf konzeptuelle künstlerische Positionen von gesellschaftspolitischer Bedeutung. C/O Berlin beleuchtet Fotografie in ihrer ganzen Vielfalt als journalistisches, künstlerisches, technisches und soziales Medium. Zahlreiche Begleitveranstaltungen wie Künstlergespräche, wissenschaftliche Vorträge und Symposien, Diskussionsrunden mit Experten und Filmreihen vertiefen und erweitern die unterschiedlichen Aspekte dieses sich im ständigen Wandel begriffenen Mediums.
Weitere Ausstellungen:
- Studio Rex. Jean-Marie Donat Collection, 2024
- Tyler Mitchell, 2024
- William Eggleston, 2023
- Susan Meiselas, 2022
- Bieke Depoorter, 2022
- Lee Friedlander, 2021
- Nadine Ijewere, 2021
- Ren Hang, 2019
- Boris Mikhailov, 2019
- Joel Meyerowitz, 2017
- William Klein, 2017
- Gordon Parks, 2016

## C/O Berlin Talent Award
Seit 2006 hat C/O Berlin mehr als 80 Preisträger gefördert, darunter die Künstlerinnen Anna Ehrenstein, Stefanie Moshammer und Tobias Zielony sowie die Theoretiker Florian Ebner, Katja Müller-Helle und Steffen Siegel. Als einzige Institution in Europa richtet sich C/O Berlin mit seinem Förderprogramm zugleich an den künstlerischen und wissenschaftlichen Nachwuchs. Seit 2018 vergibt C/O Berlin einmal jährlich den C/O Berlin Talent Award, der mit einem Preisgeld, einer Einzelausstellung und einer Publikation dotiert ist.

## Education
Der Bereich Education ergänzt das Programm von C/O Berlin um den wichtigen Teil der visuellen Bildung und Kunstvermittlung. Mit den vier Formaten Junior (8–13 Jahre), Teens (14–17 Jahre), Adults und Perspectives bietet C/O Berlin in mehrtägigen Workshops die Möglichkeit, Fotografie, Film und Design altersgemäß und unter professionellen Bedingungen kennenzulernen. Perspectives richtet sich an Kinder, Jugendliche und Erwachsene in sozial benachteiligten Lebenssituationen und wird in Kooperation mit Willkommensklassen und Flüchtlingsunterkünften organisiert. Seit 2020 bietet C/O Berlin auch Online-Fotoworkshops an.

## Filme
- Drei Fotomuseen in Berlin (Museum für Fotografie, Helmut Newton Stiftung, C/O Berlin) (= Museums-Check. Folge 90). Reportage, 30 Min., Moderation: Markus Brock, Produktion: 3sat. Erstausstrahlung: 13. April 2025.[10]

## Publikationen
Die C/O Berlin Foundation ist Herausgeberin zahlreicher ausstellungsbegleitender Publikationen:
- Jerry Berndt: Insight, 2008, Steidl, ISBN 978-3-86521-725-7.
- Peter Lindbergh: On Street, 2010, Schirmer/Mosel, ISBN 978-3-8296-0506-9.
- Fred Herzog: Photographs, 2011, Hatje Cantz Verlag, ISBN 978-3-7757-2811-9.
- Unheimlich vertraut. Bilder vom Terror, 2011, Walther König, ISBN 978-3-86335-082-6.
- Gregory Crewdson: In a Lonely Place, 2011, ISBN 978-1-4197-0110-8.
- Ron Galella: Paparazzo Extraordinaire, 2012, Hatje Cantz Verlag, ISBN 978-3-7757-3324-3.
- Lore Krüger: Ein Koffer voller Bilder, 2015, Edition Braus, ISBN 978-3-86228-104-6.
- Anja Niedringhaus: At War, 2014, Hatje Cantz, ISBN 978-3-7757-3935-1.
- Rudi Meisel: Landsleute 1977–1987, 2015, Kehrer Verlag, ISBN 978-3-86828-633-5.
- Viktoria Binschtok: Marriage is a Lie / Fried Chicken, 2015, KEHRER Verlag, ISBN 978-3-86828-657-1.
- Ulrich Wüst: Später Sommer/letzter Herbst, 2016, Kehrer Verlag, ISBN 978-3-86828-697-7.
- Allure, Fotografien aus der Collection Susanne von Meiss, 2016, ISBN 978-3-86828-713-4.
- Gordon Parks: I Am You, 2016, Steidl, ISBN 978-3-95829-248-2.
- Adam Broomberg, Oliver Chanarin: Menschen und andere Tiere, 2016, Kehrer Verlag, ISBN 978-3-86828-750-9.
- Werkstatt für Fotografie 1976–1986, 2016, Walther König, ISBN 978-3-96098-043-8.
- Willi Ruge: Fotografien 1919–1953, 2017, Steidl, ISBN 978-3-95829-385-4.
- Nobuyoshi Araki: Impossible Love, 2018, Steidl, ISBN 978-3-95829-553-7.
- Elfie Semotan: Contradiction, 2019, Hatje Cantz Verlag, ISBN 978-3-7757-4607-6.
- Harf Zimmermann: Hufelandstraße 1055 Berlin, Steidl, ISBN 978-3-95829-264-2.
- Felix Hoffmann (Hrsg.): Das letzte Bild – Fotografie und Tod, 2019, Spector Books, ISBN 978-3-95905-276-4.
- No Photos on the Dancefloor! Berlin 1989–Today, 2019, Prestel Verlag, ISBN 978-3-7913-8638-6.
- Harald Hauswald: Voll das Leben!, 2020, Steidl, ISBN 978-3-95829-720-3.
- Send me an Image. From Postcards to Social Media, 2021, Steidl, ISBN 978-3-95829-962-7.

In der Reihe des Talents-Programms sind 40 Publikationen erschienen. Im Rahmen des C/O Berlin Talent Award erscheinen individuell gestaltete Künstlerbücher:
- Stefanie Moshammer: Not just your face Honey, 2018, Spector Books, ISBN 978-3-95905-243-6.
- Sylvain Couzinet-Jacques: Sub Rosa, 2019, Spector Books, ISBN 978-3-95905-361-7.
- Anna Ehrenstein: Tools for Conviviality, 2021, Spector Books, ISBN 978-3-95905-428-7.

Das Amerika-Haus Berlin im Wandel der Zeit beleuchtet C/O Berlin unter dem Titel  Pop, Politik und Propaganda. Außerdem ist die C/O Berlin Foundation Herausgeberin der im Rhythmus der Ausstellungen erscheinenden C/O Berlin Zeitung.